# Телеканал i24 (Израиль)
Телеканал i24 (англ. i24NEWS) — израильский телеканал, работающий из порта Яффы возле Тель-Авива. Вещает на английском, французском и арабском языках. Английский канал также предлагает еженедельную трансляцию на испанском. Владелец телеканала — Патрик Драи, гендиректор — Фрэнк Меллул.
Помимо Израиля, имеет студии в Париже (Франция); Нью-Йорке, Вашингтоне, Лос-Анджелесе (США), Дубае (ОАЭ), Рабате и Касабланке (Марокко).

## История
Канал заработал 17 июля 2013 года. Его гендиректор Меллул заявил, что будет бороться с предрассудками и невежеством в отношении Израиля с помощью «фактов и разнообразия».
С июля 2013 года по январь 2016 года ведущей англоязычного подразделения канала была израильско-арабская журналистка Люси Ахариш.
8 декабря 2016 года все программы на английском канале официально завершились в рамках подготовки к запуску в Америке. Канал транслировал 10 минут новостей каждый час с 8:00 до 23:00 (по местному времени) и заменил «Morning Edition», «The Daily Beat» и «The Lineup».
27 января 2017 года было объявлено о запуске i24NEWS в США. Прямые программы в США транслируются с Таймс-сквер в Нью-Йорке, а также из дополнительного бюро в Вашингтоне. Для работы американских офисов было нанято около 50 журналистов; канал также использует ресурсы своей штаб-квартиры в Яффе.
В 2020 году, после заключения международных Соглашений Авраама, i24NEWS подписала ряд меморандумов о взаимопонимании и соглашений о партнёрстве с ведущими компаниями ОАЭ. i24NEWS стал первым израильским каналом, который транслируется в ОАЭ. В 2021 году канал получил лицензию на вещание в ОАЭ и открыл свои студии в Дубай Медиа Сити, региональном центре медиаорганизаций в Персидском заливе.
В 2022 году i24NEWS начала свою деятельность в Марокко, открыв бюро в Рабате и Касабланке.
29 октября 2023 года i24 запустил i24 Freedom, круглосуточный международный канал, посвященный продолжающейся войне между Израилем и ХАМАС.
2 января 2024 года телеканалом было объявлено о подготовке к запуску вещания на иврите.

## Редакционная политика
2 декабря 2019 года газета «Гаарец» заявила, что i24NEWS, чтобы получить лицензию на вещание на английском языке, смягчила освещение деятельности премьер-министра Израиля Биньямина Нетаньяху в своих репортажах.